# Cas GameStop
El cas GameStop fa referència als esdeveniments econòmics ocorreguts el gener de 2021 amb les accions de la societat GameStop, en les quals es va produir un fenomen de liquidació forçosa de posicions curtes i, en grau més baix, també en altres títols de diverses borses. Aquests fets provocaren importants conseqüències financeres per a diversos fons d'inversió lliure. Aquesta circumstància va fer augmentar el preu de les accions del minorista de videojocs americà GameStop en gairebé 190 vegades, des del mínim fins a quasi 500 dòlars per acció en data 28 de gener de 2021 —amb conseqüents grans pèrdues per als venedors en descobert. Aproximadament el 140% de les accions de GameStop s'havien venut en curt, i la pressa per comprar accions per cobrir aquestes posicions a mesura que augmentava el preu va fer que el preu augmentés encara més. La liquidació forçosa va ser inicialment desencadenada pels usuaris del fòrum «r/wallstreetbets» a Reddit, mitjançant aplicacions en les quals es poden comprar i vendre accions sense comissions, com Robinhood i Webull.
El 28 de gener d'aquell mateix any, la plataforma de compravenda d'accions a través d'internet Robinhood va impedir la compra de GameStop i altres valors a través de la seva aplicació, sent criticada i acusada de manipulació del mercat de destacats polítics de tot l'espectre polític i empresaris, inclosos els senadors nord-americans Ted Cruz i Elizabeth Warren, la diputada Alexandria Ocasio-Cortez i el director general de Tesla Elon Musk. També es van presentar demandes col·lectives contra Robinhood als tribunals de districte dels Estats Units per al districte sud de Nova York i el districte nord d'Illinois.
A part dels de GameStop, molts altres valors que tenien moltes posicions curtes van veure augmentats els seus preus. En reacció als corredors de borsa que aturaven la compra de GameStop i altres valors, també va augmentar la capitalització borsària total de les criptomonedes.

## Antecedents

### Venda curta i liquidació forçosa de les posicions a curt
La venda en descobert o a curt és una pràctica financera en la qual un inversor, conegut com a venedor a curt, manlleva accions i les ven immediatament, amb l'esperança de tornar a comprar-les ("cobrir-les") a un preu inferior, retornant les accions prestades (més els interessos) al prestador i obtenir beneficis de la diferència. La pràctica comporta un risc il·limitat de pèrdues, perquè no hi ha cap límit inherent a l'elevació del preu d'una acció. Això contrasta amb adoptar una posició llarga (simplement ser propietari de les accions), on la pèrdua de l'inversor es limita al cost de la seva inversió inicial (és a dir, la pèrdua pot ser com a màxim del 100%). Per exemple, si un venedor a curt termini presta accions a 20 dòlars i després cobreix a 50 dòlars (és a dir, les accions augmenten un 150%), haurien perdut 30 dòlars per acció, cosa que representa una pèrdua del 150%.
Els venedors a curt termini estan exposats al risc d'haver de liquidar forçosament les seves posicions, fet que es produeix quan el valor de les accions ha pujat, a causa, per exemple, d'una notícia sobtada favorable. Els venedors en descobert es veuen obligats a recuperar les accions que havien venut inicialment, en un esforç per evitar que les seves pèrdues es facin més grans. La compra de les accions per cobrir les seves posicions en descobert fa augmentar encara més el valor de les accions, cosa que provoca que més venedors a curt cobreixin les seves posicions comprant les accions. Això pot donar com a resultat una cascada de compres d'accions i un salt encara més gran del preu de les accions.
El 22 de gener de 2021, aproximadament el 140% del capital flotant de GameStop (la part d'accions d'una corporació que estan en mans d'inversors públics) s'havia venut en descobert, el que significa que algunes accions a curt s'havien tornat a prestar i vendre altra vegada. Els inversors usuaris del fòrum d'internet r/wallstreetbets van creure que la companyia estava infravalorada de manera significativa i, amb una quantitat tan gran de les accions curtes, podrien provocar un liquidació forçosa de les posicions curtes augmentant el preu fins al punt en què els venedors curts havien de capitular i cobrir les seves posicions amb pèrdues enormes.

### GameStop

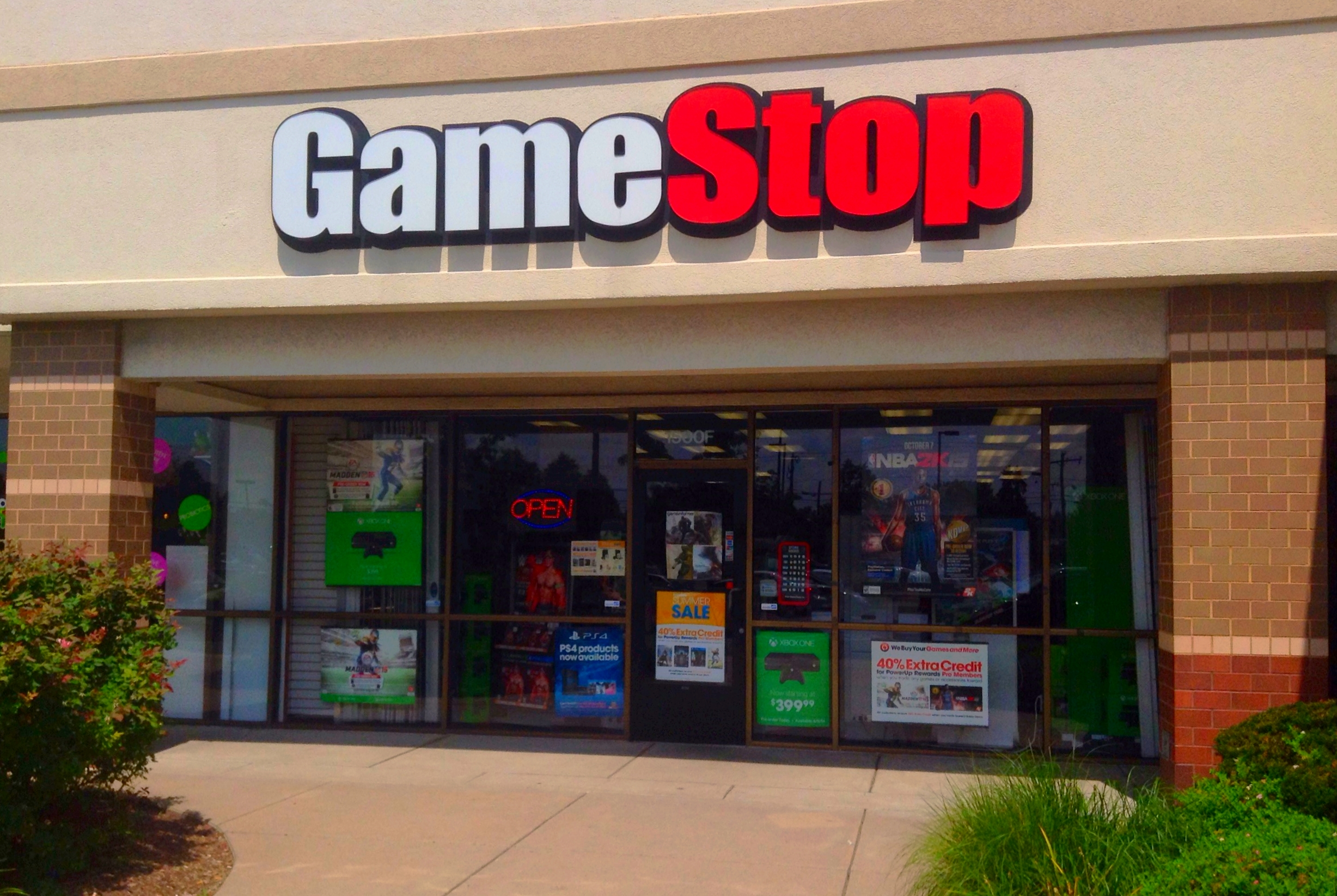
Una botiga GameStop el 2014

GameStop (que cotitza a la borsa de Nova York amb el tíquer GME), una cadena americana de botigues de videojocs, havia tingut problemes durant els darrers anys a causa de la competència dels serveis de distribució digital, així com dels efectes econòmics de la pandèmia de COVID-19, que va disminuir el nombre de persones que compraven físicament a les botigues. Com a resultat, el preu de les accions de GameStop va disminuir, cosa que va portar a molts inversors institucionals a vendre en descobert les accions. Tanmateix, el setembre de 2020, Ryan Cohen (l'exdirector general del distribuïdor en línia d'aliments per a animals Chewy) va revelar una important inversió a GameStop i va entrar al consell d'administració de la companyia, cosa que va fer creure que les accions estaven infravalorades.

### Possibles causes
A causa de la pandèmia de COVID-19, la despesa dels consumidors en general va ser dràsticament inferior. També hi havia més diners en mans dels inversors com a resultat dels tipus d'interès històricament baixos i la impossibilitat de gastar els seus diners en altres llocs. Altres factors suggerits inclouen la cultura de fer apostes massives al mercat de valors amb l'esperança de guanyar diners ràpidament i fins i tot la ira d'alguns inversors cap als fons d'inversió lliure Wall Street pel seu paper en la crisi financera del 2007 i el 2008.

### r/wallstreetbets
r/wallstreetbets és una comunitat o subreddit de la pàgina d'internet Reddit, coneguda per les transaccions d'accions d'alt risc. En aquesta comunitat ja hi havia hagut interès en GameStop anteriorment. Un usuari, Keith Gill, conegut al lloc com u/DeepFuckingValue i conegut en altres comptes de xarxes socials com "Roaring Kitty", havia comprat uns 53.000 dòlars en opcions de compra de GameStop el 2019 i va veure augmentar la seva posició fins a un valor de 48 milions de dòlars el gener del 2021. Gill, un professional de màrqueting de trenta-quatre anys i analista financer agregat de Massachusetts, va declarar que va començar a invertir en GameStop durant l'estiu del 2019, després de creure que les accions estaven infravalorades. Gill va compartir la seva inversió a r/wallstreetbets i va proporcionar actualitzacions periòdiques sobre el seu rendiment, inclosos els moments en què la inversió havia caigut. Gill va declarar el 29 de gener que "pensava que aquest comerç tindria èxit", però "mai no va esperar el que va passar la setmana passada", i va afegir que tenia previst continuar el seu canal de YouTube i potencialment comprar una casa.
El 27 de gener, Mashable va informar que el subreddit havia batut rècords de pàgines vistes a causa de la liquidació forçosa de les accions de GameStop i va rebre 73 milions de pàgines vistes en 24 hores.

## Cronologia

### Augment de preu i de volum de negociació de l'acció
| Dia         | Preu (USD) | Canvi   | Canvi     | Volum       |
| Dia         | Preu (USD) | Net     | %         | Volum       |
| ----------- | ---------- | ------- | --------- | ----------- |
| 11 de gener | 19,94      | +2,25   | + 12,72%  | 14.927.612  |
| 12 de gener | 19,95      | +0,01   | + 0,05%   | 7.060.665   |
| 13 de gener | 31.40      | +11,45  | + 57,39%  | 144.501.736 |
| 14 de gener | 39,91      | +8,51   | + 27,10%  | 93.717.410  |
| 15 de gener | 35,50      | −4,41   | −11,05%   | 46.866.358  |
| 19 de gener | 39,36      | +3,86   | + 10,87%  | 74.721.924  |
| 20 de gener | 39.12      | −0,24   | −0,61%    | 33.471.789  |
| 21 de gener | 43,03      | +3,91   | + 9,99%   | 57.079.754  |
| 22 de gener | 65.01      | +21,98  | + 51,08%  | 197.157.946 |
| 25 de gener | 76,79      | +11,78  | + 18,12%  | 177.874.000 |
| 26 de gener | 147,98     | +71,19  | + 92,71%  | 178.587.974 |
| 27 de gener | 347,51     | +199,53 | + 134,84% | 93.396.666  |
| 28 de gener | 193,60     | −153,91 | −44,29%   | 58.815.805  |
| 29 de gener | 325,00     | +131,40 | + 67,87%  | 50.566.055  |
| 1 de febrer | 225,00     | −100,00 | −30,77%   | 37.382.152  |
| 2 de febrer | 90,00      | −135,00 | −60,00%   | 78.183.071  |
| 3 de febrer | 92,41      | +2,41   | +2,68%    | 42.698.511  |
| 4 de febrer | 53,50      | -38,91  | -42,11%   | 62.427.275  |
| 5 de febrer | 63,77      | +10,27  | +19,20%   | 81.345.013  |

El gener de 2021, els usuaris de Reddit de la subreddit de r/wallstreetbets van construir les bases per provocar una liquidació forçosa de posicions curtes a GameStop, augmentant significativament el preu de les accions. Això es va produir poc després que un comentari al butlletí d'inversions Citron Research predigués que el valor de les accions disminuiria. El preu de les accions va augmentar un 1500% fins al 27 de gener al llarg de dues setmanes i la seva elevada volatilitat va provocar l'aturada de les operacions diverses vegades.
Juntament amb la liquidació forçosa de les posicions curtes, l'augment resultant del volum d'opcions va desencadenar una compressió de la gamma com a resultat que els creadors de mercat necessitessin comprar accions per cobrir la seva exposició creixent als curts. Bàsicament, els creadors de mercats cerquen obtenir beneficis mitjançant arbitratge, garantint que els preus de les accions i les opcions estiguin vinculats, mantenint així el mercat eficient. Una funció dels creadors de mercats és crear i vendre opcions als inversors que vulguin comprar-les i comprar accions de les accions per mantenir una posició globalment coberta, aprofitant així les discrepàncies de preus entre el mercat d'opcions i el mercat de valors però sense restar exposats respecte a les fluctuacions de preus.
Després que les accions de GameStop van tancar amb un increment del 92,7% el 26 de gener de 2021, el magnat empresarial Elon Musk va escriure al seu compte de Twitter "Gamestonk!!" juntament amb un enllaç al subreddit de r/wallstreetbets. Un breu i fort augment del preu de les accions a més de 200 dòlars va seguir el tweet de Musk. A 28 de gener de 2021, es va arribar al preu de les accions intradia més alt de tots els temps de GameStop, excloent la negociació en horari ampliat, que fou de 483,00 dòlars (gairebé 190 vegades el mínim rècord de 2,57 dòlars).
El 27 de gener de 2021, r/wallstreetbets va provocar també una liquidació forçosa de posicions curtes a AMC Theatres (AMC), una empresa en una situació similar a GameStop. El valor de l'empresa AMC Networks (AMCX) també va augmentar significativament, cosa que es creu que va passar perquè el nom de les accions era semblant a AMC. S'han reportat interrupcions i restriccions que limiten el comerç en múltiples corredories, com ara Charles Schwab Corporation, la seva filial, TD Ameritrade i Robinhood. Segons Bloomberg, els volums de negociació nord-americans (segons el recompte d'accions) el 27 de gener van superar el pic establert l'octubre de 2008 durant la crisi financera i van ser el tercer més alt en termes de dòlars dels últims tretze anys.

### Impediments a la compra d'accions
El 28 de gener de 2021, Robinhood va aturar la possibilitat de comprar accions de GameStop, AMC Theatres, BlackBerry Limited, Nokia Corporation i altres accions volàtils a la seva plataforma comercial; els clients ja no podien obrir noves posicions a les accions, tot i que podien tancar-les. Altres corredories aviat van seguir el mateix. Molts comerciants es van enfadar i van proposar demandes col·lectives en diverses publicacions populars de Reddit. Després de tancar els mercats, Robinhood va anunciar que començaria a permetre "compres limitades" dels títols afectats a partir de l'endemà, tot i que no era clar què significava "compres limitades". Plataformes de negociació com ara Trading212 amb seu al Regne Unit i eToro amb seu a Israel van bloquejar les compres de GameStop i altres accions mentre continuaven permetent les vendes. Webull va aturar les comandes de compra de les accions afectades per la pressió i poc després va permetre continuar les comandes. Anthony Denier, el conseller delegat de Webull, va afirmar que l'augment dels requisits de garantia per a la seva casa de compensació significava que els mateixos Webull tenien restringit l'obertura de noves posicions. Alguns usuaris van al·legar que Robinhood venia accions sense consentiment; Robinhood va negar aquestes acusacions.
Les restriccions van ser el resultat que Depository Trust Clearing Corporation (DTCC) va requerir un augment de les garanties dels corredors a causa de la volatilitat del mercat, i va augmentar els requisits de garantia total de tota la indústria de 26.000 a 33.500 milions de dòlars. El 29 de gener es va informar que Robinhood va recaptar 1.000 milions de dòlars addicionals per protegir l'empresa de la pressió financera exercida per l'augment de l'interès en accions concretes.

### Pèrdua de valor de l'acció
Els dies 1 i 2 de febrer, el preu de les accions de GameStop va disminuir substancialment, perdent més del 80 % del seu valor respecte al seu preu màxim intradia, registrat durant la setmana anterior. Les accions de GameStop van perdre el 60 % del seu valor el 2 de febrer, tancant-se per sota dels 100 dòlars per primera vegada en una setmana. Els informes calculen que s'havien perdut uns 27.000 milions de dòlars en valor. Altres actius afectats per la liquidació forçosa de posicions curtes i sotmesos a restriccions de compra, com les accions d'AMC i Blackberry, també van disminuir el seu valor. La cadena CNN va informar que la caiguda fou a causa, en part, a les restriccions imposades per Robinhood i altres corredors sobre el nombre d'accions que els seus clients podien comprar alhora.

## Impacte per a les entitats involucrades

### Pèrdues en els fons d'inversió lliure
A partir del 28 de gener de 2021, Melvin Capital, un fons d'inversió que havia fet vendes en descobert d'accions de GameStop, havia perdut el 30 % del seu valor des del començament de l'any. Llavors, els fons i els socis de Citadel LLC van invertir 2.000 milions de dòlars en Melvin, mentre que la inversió de Point72 Asset Management va afegir 750 milions de dòlars, per a una inversió total de 2,75 milions de dòlars, abans que Melvin declarés a CNBC que havia cobert (tancat) la seva posició el 26 de gener. No es va revelar la quantitat exacta. Segons els informes, Citron Research, un altre fons d'inversió lliure, també havia reduït les accions i afirmava haver tancat la posició com a pèrdua total. Segons Morgan Stanley, diversos fons d'inversió lliure van cobrir les seves posicions curtes i van vendre accions de la seva cartera per a reduir el palanquejament i l'exposició al mercat, en algunes de les accions d'aquest tipus més importants en els últims deu anys. El 26 de gener de 2021 es va informar que els venedors en descobert havien perdut un total de 6.000 milions de dòlars a causa de la liquidació forçosa.
Les pèrdues en posicions curtes de les empreses nord-americanes van superar els 70.000 milions de dòlars. Les dades d'Ortex van mostrar que, a partir del 27 de gener, hi havia posicions curtes amb pèrdues en més de 5.000 empreses nord-americanes.
El primer de febrer, les posicions curtes en accions de GameStop van caure al 39 % de les accions flotants, del 114 % a mitjan gener, segons IHS Markit.

### Empreses que van incrementar el valor
D'ençà de l'1 de gener, els executius de BlackBerry i GameStop han venut més de 22 milions de dòlars en accions. Tres executius de BlackBerry van vendre prop d'1,7 milions de dòlars de les accions de la companyia, amb un dels executius, el director financer Steve Rai, que va vendre totes les seves accions de la companyia, excepte les opcions sobre accions dels empleats sense invertir.
Des de principis de 2021, quatre membres del consell d'administració de GameStop han venut 20 milions de dòlars en accions de la companyia. Un dels qui va vendre va ser Kurt Wolf, un antic consultor executiu convertit en gestor de fons d'inversió que es va incorporar al consell el 2020. Hestia Capital, el fons d'inversió de Wolf, va vendre més de dos terços de la seva participació a GameStop el gener, aconseguint Wolf i els seus clients més de 17 milions de dòlars. La presidenta de GameStop, Kathy Vrabeck, i el membre del consell, Raul Fernandez, van vendre accions del 13 al 16 de gener, guanyant 1,4 milions de dòlars, i de la mateixa manera, la membre del consell Lizabeth Dunn va cobrar 156.700 dòlars. El director general de GameStop, George Sherman, té més de 2,3 milions d'accions a la companyia, segons Bloomberg News. Aquestes accions tenien un valor de 44 milions de dòlars el 31 de desembre, però van arribar als 1.100 milions de dòlars quan les accions de GameStop van arribar als 469 dòlars, cosa que el va convertir en un multimilionari, abans que el valor de les seves accions baixés a 901 milions de dòlars el 29 de gener. GameStop va restringir a executius vendre accions addicionals; no obstant això, com que tots els esdeveniments en qüestió es van deure a informació externa i a especulacions de domini públic, els executius no infringirien les lleis de comerç privilegiat, segons CBS News.

### Guanys dels accionistes i tercers
Una anàlisi creada per Reuters va concloure que, a causa dels esdeveniments que s'han desenvolupat, alguns dels principals gestors d'actius de Wall Street van ser capaços d'obtenir guanys tant de les seves participacions en accions com del préstec d'accions a venedors curts. Les corredories, els sistemes de negociació i els creadors de mercats també han guanyat amb un volum de transferències superior a la mitjana. El fons d'inversió lliure Senvest Management havia comprat anteriorment una participació del 5% en GameStop quan les accions eren de 10 dòlars i va guanyar 700 milions de dòlars.

## Relació entre Robinhood i Citadel Securities

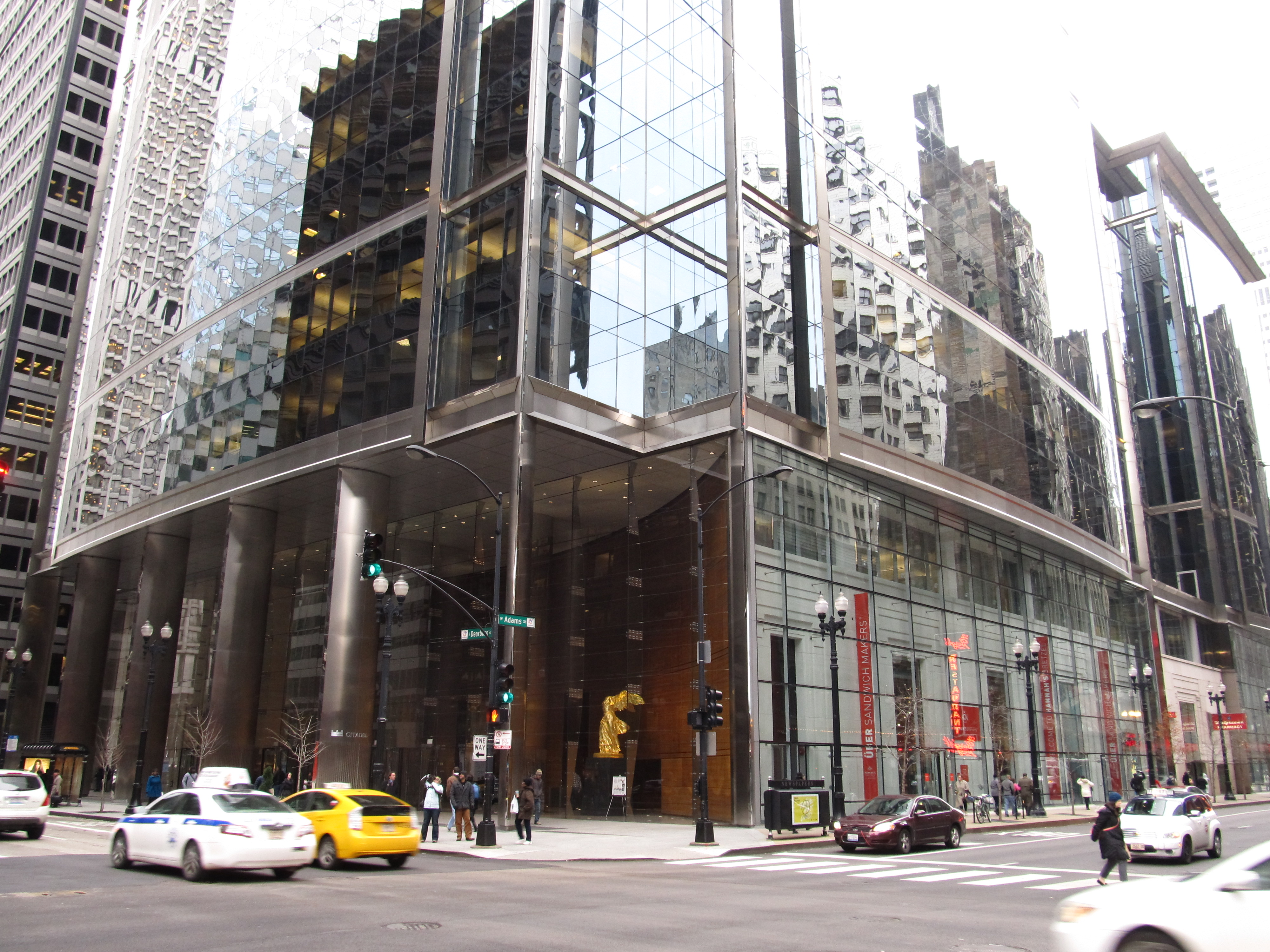
La seu de Citadel a Chicago. Els usuaris van al·legar conflicte d'interessos entre la companyia i Robinhood.

Bloomberg havia informat anteriorment que el 40% dels ingressos de Robinhood eren derivats de la venda de comandes de clients a empreses creadores de mercat (també conegudes com a subministradores de liquiditat), incloent-hi Citadel Securities i Two Sigma Securities, en una pràctica coneguda com a pagament pel flux de comandes. Citadel Securities és l'empresa germana de Citadel LLC, que va invertir junt amb Point72 Asset Management 2.75 milions en Melvin Capital. Com que Robinhood va restringir la negociació de les accions de GameStop, limitant així el creixement del valor de les accions, els usuaris van al·legar que Citadel Securities va ordenar a Robinhood de fer-ho. Citadel Securities va declarar que no va instruir cap ordre per suspendre o limitar la negociació.

## Reaccions
La senadora Elizabeth Warren (D-MA) es va dirigir als grans inversors i fons d'inversió lliure que criticaven l'increment del preu de les accions, dient que "han tractat el mercat de valors com el seu propi casino personal mentre la resta paga el preu". Warren també va demanar a la Comissió de Borsa i Valors dels Estats Units que actués, dient que «han d'actuar per garantir que els mercats reflecteixin el valor real, en lloc de les apostes altament apalancades dels comerciants rics o dels que intenten causar danys financers a aquests comerciants» i «per tenir un mercat de valors saludable, heu de tindre un policia de servei". Declaracions similars van ser expressades per la congressista Alexandria Ocasio-Cortez (D-NY), senador Ted Cruz (R-TX), representant Rashida Tlaib (D-MI), representant Ted Lieu (D-CA)), Jake Tapper, de la CNN, Charles Payne, amfitrió de Fox Business, comentaristes polítics conservadors Rush Limbaugh, Ben Shapiro i Donald Trump Jr., i el multimilionari Mark Cuban. Alguns legisladors, com Ocasio-Cortez, Cruz i Ro Khanna (D-CA), també van expressar la seva frustració davant la decisió de Robinhood i d'altres de tancar la negociació individual de GameStop, entre altres accions. En una entrevista amb CNBC, el cofundador de Reddit, Alexis Ohanian va comparar l'esdeveniment amb Occupy Wall Street, dient que «és una oportunitat per a Joe i Jane America, els compradors minoristes de valors, de fer recular i recular aquests fons d'inversió lliure". Nombrosos periodistes també han fet comparacions amb aquest moviment. Elon Musk també va criticar la pràctica general de les vendes en descobert, qualificant-les d'estafa.
Els usuaris descontents van entrar massivament comentaris sobre l'aplicació Robinhood a Google Play Store després que va aturar la possibilitat de comprar títols GameStop, fent que les seves qualificacions baixessin a una estrella. No obstant això, Google va suprimir almenys 100.000 ressenyes d'aquest tipus i les va anomenar “coordinades o inorgàniques”. Els manifestants també es van presentar fora de la seu de Robinhood a Menlo Park, Califòrnia, a la seu de la Comissió de Borsa i Valors a Washington D. C. i la Borsa de Nova York.
Diverses celebritats i influents també van criticar Robinhood. El director general d'OpenAI, Sam Altman, va suggerir que l'empresa canviés el seu nom. L'actor i raper Ja Rule, que havia utilitzat Robinhood d'ençà del 2014, va dir que el que feia la companyia era "un fotut delicte" i va qualificar la situació de "revolta". El còmic i presentador de televisió Jon Stewart, després d'unir-se a Twitter, va expressar el seu suport al moviment en el seu primer tuit. El youtuber Philip DeFranco va anunciar que deixaria de col·laborar amb Robinhood i va dir que "Robinhood no tornarà a obtenir un anunci de merda al meu programa independentment de l'oferta". El fundador de Barstool Sports, David Portnoy, també va criticar Robinhood per la seva manca de "lliure comerç". De manera més general, es va reconèixer que Wall Street ara estava sotmès al mateix vigor populista (que proporciona la connectivitat a Internet) que la indústria de l'entreteniment, la política, etc.

### Investigacions
El 27 de gener de 2021, la secretària de premsa de la Casa Blanca, Jen Psaki, va dir que la secretària del Tresor, Janet Yellen, i altres de l'administració de Biden supervisaven la situació i la presidenta de la cambra, Nancy Pelosi (D-CA), va dir que el Congrés també ho revisaria. El senador Sherrod Brown (D-OH) va anunciar que el Comitè Bancari del Senat celebraria una audiència sobre l'estat del mercat de valors i la suposada manipulació del mercat que envoltava la liquidació forçosa de posicions curtes de GameStop. El diputat Byron Donalds (R-FL) va demanar que el Congrés iniciés "una investigació immediata sobre Citadel, LLC i Robinhood". La diputada Maxine Waters (D-CA) va anunciar que convocarà una audiència al Comitè de Serveis Financers.
Diversos mitjans de comunicació de tot l'espectre polític han generat preocupació pel possible conflicte d'interessos respecte a Yellen, perquè havia rebut 810.000 dòlars de Citadel després del final del seu mandat com a presidenta de la Reserva Federal, així com 7 milions de dòlars en total de diverses empreses per a aparicions en públic.
El 29 de gener, la Comissió de Valors i Borses dels Estats Units va anunciar que estava revisant l'incident amb l'objectiu de «protegir els inversors minoristes» de «l'activitat comercial abusiva o manipulativa» i «per identificar i perseguir possibles faltes».

### Plets
Un client de Robinhood va presentar una demanda col·lectiva contra la companyia Robinhood el 28 de gener pel fet d'haver aturat la compra de les accions de GameStop. La demanda, presentada al Tribunal de Districte dels Estats Units per al Districte Sud de Nova York, afirmava que Robinhood «retirava deliberadament, intencionadament i conscientment les accions de GME de la seva plataforma de negociació enmig d'una pujada de valors sense precedents, privant així els inversors minoristes de la capacitat d'invertir en el mercat obert i manipulant-lo”.
La fiscal general de Nova York, Letitia James, va confirmar en un comunicat de premsa que la seva oficina estudiaria la qüestió i va dir «Som conscients de les preocupacions que es plantegen sobre l'activitat a l'aplicació Robinhood, incloses les operacions relacionades amb les accions de GameStop».
Es va presentar una segona acció col·lectiva al districte nord d'Illinois, en la qual es va demandar la decisió de Robinhood d'aturar els negocis de BlackBerry, Nokia i AMC «per protegir la inversió institucional en detriment dels clients minoristes».

## Altres actius afectats

### Accions
A part de GameStop, molts altres valors fortament venuts en descobert van veure augmentats els seus preus:
| Security (Symbol)                     | Price high[a] | Jan 22 | % chg.   | Ref.   |
| ------------------------------------- | ------------- | ------ | -------- | ------ |
| AMC Networks (AMCX)                   | 59.83         | 49.38  | 21.2%    |        |
| AMC Theatres (AMC)                    | 20.36         | 3.51   | 480.1%   |        |
| American Airlines Group Inc. (AAL)    | 21.77         | 15.82  | 37.6%    | [ 70 ] |
| BB Liquidating Inc. (OTC Pink: BLIAQ) | 0.24          | 0.10   | 140.0%   | [ 71 ] |
| Bed Bath &amp; Beyond (BBBY)          | 53.90         | 30.21  | 78.4%    |        |
| BlackBerry Limited (BB)               | 28.77         | 14.04  | 104.9%   |        |
| Build-A-Bear Workshop, Inc. (BBW)     | 8.40          | 4.52   | 85.8%    |        |
| Eastman Kodak Company (KODK)          | 15.15         | 9.46   | 60.1%    |        |
| Express, Inc. (EXPR)                  | 13.97         | 1.79   | 680.4%   |        |
| Fossil Group, Inc. (FOSL)             | 28.60         | 9.87   | 189.8%   | [ 72 ] |
| Genius Brands (GNUS)                  | 3.36          | 1.57   | 114.0%   |        |
| iRobot Corporation (IRBT)             | 197.40        | 98.94  | 99.5%    |        |
| Koss Corporation (KOSS)               | 127.45        | 3.34   | 3,715.9% |        |
| The Macerich Company (MAC)            | 25.99         | 14.58  | 78.3%    | [ 73 ] |
| Naked Brand Group (NAKD)              | 3.40          | 0.44   | 672.7%   |        |
| National Beverage Corp. (FIZZ)        | 196.43        | 98.44  | 99.5%    |        |
| Nokia Oyj (NOK)                       | 9.79          | 4.20   | 133.1%   |        |
| Palantir Technologies (PLTR)          | 45.00         | 32.58  | 38.1%    |        |
| Siebert Financial (SIEB)              | 18.50         | 3.70   | 400%     | [ 74 ] |
| Tootsie Roll Industries (TR)          | 58.98         | 30.14  | 95.7%    |        |
| Virgin Galactic Holdings (SPCE)       | 59.43         | 34.28  | 73.4%    |        |

a  Els preus podrien ser superiors durant el mercat fora d'hores.
GME Resources, una empresa minera australiana, va veure augmentar significativament les seves accions per sobre del 50% durant la negociació intradia, tancant-se amb un augment del 13,3% el 28 de gener. S'especulà que això es va produir com una broma atès els símbols de tíquer idèntics en diferents borses.
Els inversors aficionats a Malàisia es van inspirar en el cas de GameStop per fer el mateix amb les accions de fabricants de guants de làtex de Malàisia com a contramoviment contra la devaluació del sector per part dels inversors institucionals després de l'aixecament de la prohibició de la venda en descobert al país a principis de gener de 2021.Top Glove, Hartalega i Supermax van registrar respectivament augments de les accions del 15%, el 10% i el 9,2% durant la negociació intradia el 29 de gener, abans de tancar amb augments del 8,5%, 5,4% i 3,7% respectivament. Segons els informes, es va organitzar a partir de r/bursabets, l'equivalent malai de r/wallstreetbets que porta el nom de la borsa de valors de Malàisia.

### Criptomonedes
En reacció a les corredories que aturaven la compra de GameStop i altres valors, la capitalització de mercat total de les criptomonedes va augmentar a més d'un bilió de dòlars, ja que el valor de Dogecoin va augmentar un 500%. A més, el preu de Bitcoin, la criptomoneda més important del món, va augmentar a més de 37.000 dòlars després que Elon Musk la mencionés a la seva biografia a Twitter, relacionada parcialment amb l'augment del preu de les accions de GameStop pels usuaris de Reddit.